# Трипура (индуизм)
Трипу́ра («три города», «тройной город») — описанные в священных текстах индуизма три огромные летающие города-крепости, возведённые зодчим девов Майясурой для асуров. Разрушены Шивой, явившимся в образе пятиглавого Трипурантаки.
Легенда разрушения Шивой Трипуры описана в «Шива-пуране». После смерти Таракасуры, погибшего от руки Карттикеи, его сыновья Таракакша, Видьюнмали и Камалакша совершили суровые аскезы ради удовлетворения Брахмы. Когда Брахма явился пред ними, братья попросили у него благословение обрести три вечные крепости, которые невозможно было бы покорить. Когда Брахма отметил, что в материальном мире ничего не вечно, братья попросили, чтобы крепости могли были быть разрушены лишь стрелой, выпущенной из лука Шивы. Брахма даровал им это благословение и огромные города-крепости были возведены зодчим богов Майясурой. Города соответственно были сделаны из железа, серебра и золота. Железный город был расположен на земле, а серебряный и золотой — на небесных планетах. Города не стояли на месте, а разрозненно плавали в пространстве, выстраиваясь в одну линию на одну секунду раз в тысячу лет, когда накшатра Пушья встречалась с Луной. Таким образом братья были уверены в своей безопасности — ведь разрушить все три города одним выстрелом из лука за одну секунду казалось невозможным. Города эти славились своей роскошью. Многие асуры поселились в них и беззаботно наслаждались жизнью.
Вскоре асуры сильно возгордились и начали всячески преследовать благочестивых риши и девов. Майясура тем временем усердно поклонялся Шиве. Когда дело дошло до войны между девами и асурами, обеспокоенные девы во главе с Индрой отправились за помощью к Брахме, который, в свою очередь, отослал их к Шиве. Заручившись поддержкой Шивы, девы отправились на битву с асурами, в которой на их стороне выступил Нанди. В этой битве погиб Видьюнмали, убитый Нанди, и ещё несколько могущественных асуров. Однако, волшебная живая вода из пруда в Трипуре вернула всех их к жизни.
От ожесточённых баталий Земля упала в Причинный океан. На выручку пришёл хранитель порядка во вселенной Вишну. Приняв облик гигантского вепря, он своими клыками поднял Землю из океана и поставил её на место. Затем он проник в Трипуру и выпил всю живую воду из пруда.
Когда асуры начали одерживать вверх над девами, Шива решил лично вступить в битву. Для этой цели он проявил огромную колесницу. Его колесничим стал Брахма, Вишну принял облик стрелы, наконечником которой стал Агни, а оперением — Ваю. Колесница была настолько огромной, что вместила в себя всех девов. В этот момент все три города Трипуры встали в одну линию и накшатра Пушья соединилась с Луной. Шива натянул лук, но не выпустил стрелу, а просто улыбнулся. От его улыбки все три города в одно мгновение были испепелены. Говорится, что таким образом Шива преподал урок всем находившимся в колеснице девам, которые возгордились, думая, что предстоящее разрушение Трипуры от стрелы Шивы было их заслугой. Дабы не нарушить благословение Брахмы, Шива всё же выпустил стрелу на уже испепелённые города. Незадолго до разрушения Трипуры, Нанди спас жизнь Майясуры, предупредив его о предстоящей развязке.